# Chung kết Giải vô địch bóng đá Đông Nam Á 2008
Trận chung kết Giải vô địch bóng đá Đông Nam Á 2008 là trận đấu cuối cùng của Giải vô địch bóng đá Đông Nam Á 2008 do Liên đoàn bóng đá Đông Nam Á (AFF) tổ chức. Trận đấu diễn ra theo hình thức hai lượt trận giữa đội tuyển quốc gia Việt Nam và đội tuyển quốc gia Thái Lan. Trận đấu lượt đi được tổ chức trên sân vận động Rajamangala tại Băng Cốc vào ngày 24 tháng 12, trong khi trận lượt về diễn ra trên sân vận động Quốc gia Mỹ Đình tại Hà Nội vào ngày 28 tháng 12 năm 2008.
Việt Nam đã giành chiến thắng chung cuộc 3–2 để có lần đầu tiên trong lịch sử lên ngôi vô địch AFF Cup, kể từ khi giải được đổi tên năm 2007. Thắng lợi của đội tuyển Việt Nam đã được trang thông tin điện tử Goal.com xếp vào top 10 sự kiện bóng đá châu Á năm 2008, cũng như được độc giả Vietnamnet bình chọn là một trong 10 sự kiện nổi bật của Việt Nam trong năm. Đây là lân đầu tiên sau 10 năm, Việt Nam giành chức vô địch một giải đấu ở cấp độ khu vực, sau khi Việt Nam thất bại tại Tiger Cup 1998.

## Bối cảnh

### Việt Nam
Trước thềm AFF Cup 2008, đội tuyển bóng đá quốc gia Việt Nam bước vào giải đấu với nhiều kỳ vọng nhưng cũng không ít áp lực. Một năm trước đó, đội tuyển đã gây tiếng vang lớn khi lần đầu tiên trong lịch sử vượt qua vòng bảng của một kỳ AFC Asian Cup và lọt vào tứ kết sau chiến thắng ấn tượng 2–0 trước Các Tiểu vương quốc Ả Rập Thống nhất. Thành tích tại Asian Cup 2007 được xem là cột mốc quan trọng, giúp bóng đá Việt Nam khẳng định vị thế mới trên đấu trường châu lục và nhận được sự chú ý lớn từ truyền thông khu vực.
Tuy nhiên, bóng đá Việt Nam thời điểm đó vẫn đang trong quá trình phục hồi và tái thiết sau vụ bê bối dàn xếp tỷ số liên quan đến một số cầu thủ U-23 tại SEA Games 2005. Vụ việc này gây ảnh hưởng nặng nề đến hình ảnh của đội tuyển, buộc Liên đoàn Bóng đá Việt Nam (VFF) phải tiến hành hàng loạt cải tổ trong công tác tổ chức, quản lý và đào tạo cầu thủ. Trong bối cảnh đó, nhiều học viện bóng đá trẻ được thành lập nhằm phát triển nguồn nhân lực kế cận một cách bài bản, trong đó nổi bật là học viện Hoàng Anh Gia Lai – Arsenal JMG ra đời năm 2007.
Dù chưa từng vô địch AFF Cup trước đó, tuyển Việt Nam bước vào giải với niềm tin lớn từ người hâm mộ trong nước, dựa trên phong độ khởi sắc từ Asian Cup và quyết tâm khẳng định vị thế sau thời gian dài chịu áp lực nội bộ. Bối cảnh đó tạo ra động lực mạnh mẽ để đội tuyển hướng tới mục tiêu cao nhất tại giải vô địch Đông Nam Á năm 2008.

### Thái Lan
Thái Lan bước vào giải đấu trong vai trò đồng chủ nhà cùng với Indonesia với việc tổ chức các trận đấu tại bảng B. Ban đầu, Thái Lan dự kiến tổ chức các trận vòng bảng tại thủ đô Băng Cốc, tuy nhiên, 10 ngày trước khi vòng chung kết khởi tranh, do những ảnh hưởng xấu của cuộc khủng hoảng chính trị tại nước này, Hiệp hội bóng đá Thái Lan tuyên bố sẽ chuyển địa điểm tổ chức giải đấu từ Băng Cốc sang tỉnh Chiang Mai ở miền Bắc quốc gia này hoặc Phuket ở miền Nam, nếu tình hình vẫn tiếp tục căng thẳng. Đến ngày 29 tháng 11 năm 2008, chỉ chưa đầy 1 tuần trước ngày khai mạc giải, ban tổ chức mới quyết định chuyển bảng đấu dự định diễn ra tại Băng Cốc sang Phuket. Việc tổ chức giải thủ công như vậy càng làm gia tăng áp lực về chuyên môn lên đội tuyển nước này cũng như các đội tuyển khác tham gia vào bảng đấu.
Về mặt lực lượng, sau khi không thể tiến sâu tại vòng loại World Cup (thua ở vòng bảng thứ ba), HLV Charnwit Polcheewin đã chính thức từ chức vào ngày 25 tháng 6 năm 2008. Sau đó, Peter Reid—cựu HLV tuyển Anh—được bổ nhiệm vào ngày 23 tháng 7, chuẩn bị chính thức đảm nhiệm vai trò từ ngày 1 tháng 9, đồng thời phụ trách cả đội U20. Chiến dịch tại AFF Cup 2008 là một cơ hội để Thái Lan giành chức vô địch lần thứ 8 trong lịch sử, tiếp nối 7 lần vô địch trước đó.

## Địa điểm thi đấu
Trận chung kết của AFF Cup 2008 được tổ chức theo thể thức hai lượt trận đi và về, trên sân nhà của mỗi đội góp mặt trong trận tranh ngôi vô địch. Đây là thể thức đã được áp dụng phổ biến trong các kỳ AFF Cup trước đó, nhằm đảm bảo tính công bằng và cân bằng lợi thế sân bãi cho cả hai đội. Trận lượt đi diễn ra vào ngày 24 tháng 12 năm 2008, tại sân vận động Rajamangala ở Bangkok, Thái Lan. Đây là sân vận động lớn nhất của nước chủ nhà Thái Lan với sức chứa lên tới 50.000 chỗ ngồi. Rajamangala là sân vận động quốc gia của Thái Lan và từng tổ chức nhiều sự kiện thể thao quan trọng trong khu vực.
Trận lượt về được tổ chức vào ngày 28 tháng 12 năm 2008, tại Sân vận động Quốc gia Mỹ Đình, nằm ở quận Nam Từ Liêm, thủ đô Hà Nội, Việt Nam. Với sức chứa khoảng 40.192 chỗ ngồi, Mỹ Đình là sân vận động hiện đại và lớn nhất của Việt Nam vào thời điểm đó, đồng thời là sân nhà chính thức của đội tuyển quốc gia. Sân vận động này đã từng tổ chức lễ khai mạc và một số môn thi đấu của Đại hội Thể thao Đông Nam Á vào các năm 2003 và 2022. Trận lượt về được coi là một sự kiện thể thao trọng đại, không chỉ với giới hâm mộ mà còn thu hút sự quan tâm của các cơ quan truyền thông và lãnh đạo cấp cao của Việt Nam. Toàn bộ vé xem trận đấu được bán hết từ trước ngày diễn ra, và khán đài Mỹ Đình kín chỗ trong bầu không khí cuồng nhiệt kéo dài từ trước khi bóng lăn cho đến khi trận đấu kết thúc.

## Trước trận đấu

### Đường đến chung kết
Ghi chú: Trong tất cả các kết quả dưới đây, tỷ số của đội lọt vào chung kết được đưa ra trước (H: sân nhà; A: sân khách).
| VT | Đội          | ST | Đ |
| -- | ------------ | -- | - |
| 1  | Thái Lan (H) | 3  | 9 |
| 2  | Việt Nam     | 3  | 6 |
| 3  | Malaysia     | 3  | 3 |
| 4  | Lào          | 3  | 0 |

| VT | Đội          | ST | Đ |
| -- | ------------ | -- | - |
| 1  | Thái Lan (H) | 3  | 9 |
| 2  | Việt Nam     | 3  | 6 |
| 3  | Malaysia     | 3  | 3 |
| 4  | Lào          | 3  | 0 |

#### Thái Lan
Tại AFF Cup 2008, đội tuyển Thái Lan được xếp vào bảng B cùng với Việt Nam, Malaysia và Lào. Vòng bảng của bảng B ban đầu dự kiến tổ chức tại Bangkok, tuy nhiên do tình hình chính trị bất ổn, Liên đoàn bóng đá Đông Nam Á (AFF) đã chuyển toàn bộ các trận sang tỉnh Phuket. Dưới sự dẫn dắt của HLV Peter Reid, tuyển Thái Lan thể hiện phong độ vượt trội so với các đối thủ cùng bảng.
Ở trận ra quân, Thái Lan đánh bại Việt Nam với tỷ số 2–0, qua đó tạo lợi thế lớn trong cuộc đua giành vé đi tiếp. Tiếp theo, đội thắng Lào với tỷ số đậm 6–0 ở lượt trận thứ hai, trước khi kết thúc vòng bảng bằng chiến thắng 3–0 trước Malaysia. Sau 3 trận, Thái Lan giành được 9 điểm tuyệt đối, ghi 11 bàn và không để thủng lưới bàn nào, qua đó đứng đầu bảng B với hiệu số vượt trội. Tại vòng bán kết, Thái Lan gặp Indonesia – đội nhì bảng A. Ở trận lượt đi tại Jakarta, đội khách giành chiến thắng 1–0 nhờ khả năng kiểm soát thế trận và tận dụng tốt các tình huống cố định. Ở trận lượt về trên sân nhà, Thái Lan tiếp tục thể hiện sự vượt trội và giành chiến thắng 2–1. Với tổng tỷ số 3–1 sau hai lượt trận, Thái Lan lần thứ bảy góp mặt trong một trận chung kết của AFF Cup.

#### Việt Nam
Tuyển Việt Nam cũng nằm ở bảng B, và mở màn giải đấu bằng trận gặp Thái Lan – đối thủ nhiều duyên nợ trong khu vực. Dù nhập cuộc quyết tâm, Việt Nam để thua 0–2 trong trận đấu này. Tuy nhiên, đội bóng của HLV Henrique Calisto không để thất bại ban đầu ảnh hưởng tới tinh thần chung của toàn đội. Ở trận thứ hai, Việt Nam chạm trán Malaysia và giành chiến thắng nghẹt thở 3–2, mở ra hy vọng lớn cho tấm vé vào bán kết. Tới trận cuối cùng, đội tuyển thi đấu thuyết phục và đánh bại Lào 4–0, khép lại vòng bảng với 6 điểm. Với thành tích này, Việt Nam xếp nhì bảng B, sau Thái Lan, và giành quyền đi tiếp.
Tại vòng bán kết, Việt Nam đối đầu với Singapore – đương kim vô địch và là đội chủ nhà bảng A. Trận lượt đi trên sân Mỹ Đình khép lại với tỷ số 0–0, trong một thế trận chặt chẽ và đầy toan tính. Ở trận lượt về tại sân vận động Quốc gia Singapore, Việt Nam bất ngờ giành chiến thắng 1–0 nhờ bàn thắng quyết định của tiền đạo Nguyễn Quang Hải. Với kết quả này, Việt Nam lần thứ hai trong lịch sử lọt vào trận chung kết AFF Cup.

### Nhân sự
Trong trận lượt đi trên sân Rajamangala, chủ nhà Thái Lan thiếu vắng sự phục vụ của tiền vệ Suchao, nhưng có sự trở lại của cầu thủ chạy cánh trái Suksomkit. Thủ môn dự bị Hathairattanakool là cái tên bất ngờ được xếp vào đội hình chính Thái Lan thay thế Kittisak. Bên phía đội tuyển Việt Nam, huấn luyện viên Henrique Calisto đã xếp Lê Quang Cường thế chỗ cho hậu vệ phải Đoàn Việt Cường cũng vì án treo giò.

## Trận đấu

### Lượt đi
| Thái Lan                  | 1–2    | Việt Nam                               |
| ------------------------- | ------ | -------------------------------------- |
| Dương Hồng Sơn 75' (l.n.) | Report | Nguyễn Vũ Phong 40' · Lê Công Vinh 42' |

| Thái Lan | Việt Nam |

| TM               | 18 | Sinthaweechai Hathairattanakool |  |     |
| HV               | 2  | Suree Sukha                     |  |     |
| HV               | 4  | Chonlatit Jantakam              |  |     |
| HV               | 6  | Nattaporn Phanrit               |  |     |
| HV               | 12 | Natthaphong Samana              |  |     |
| TV               | 15 | Surat Sukha                     |  | 63' |
| TV               | 7  | Datsakorn Thonglao (c)          |  |     |
| TV               | 17 | Sutee Suksomkit                 |  |     |
| TV               | 19 | Pichitphong Choeichiu           |  |     |
| TĐ               | 14 | Teeratep Winothai               |  | 75' |
| TĐ               | 10 | Teerasil Dangda                 |  |     |
| Dự bị:           |    |                                 |  |     |
| TM               | 1  | Kittisak Rawangpa               |  |     |
| HV               | 3  | Patiparn Phetphun               |  |     |
| HV               | 5  | Niweat Siriwong                 |  |     |
| HV               | 22 | Salahudin Arware                |  |     |
| TV               | 11 | Tana Chanabut                   |  |     |
| TV               | 16 | Arthit Sunthornpit              |  | 80' |
| TV               | 21 | Rangsan Viwatchaichok           |  |     |
| TĐ               | 13 | Anon Sangsanoi                  |  |     |
| TĐ               | 9  | Ronnachai Rangsiyo              |  | 75' |
| Huấn luyện viên: |    |                                 |  |     |
| Peter Reid       |    |                                 |  |     |

| TM               | 1  | Dương Hồng Sơn      |  |     |
| HV               | 4  | Lê Phước Tứ         |  |     |
| HV               | 7  | Vũ Như Thành        |  |     |
| HV               | 11 | Đoàn Việt Cường     |  |     |
| TV               | 5  | Nguyễn Minh Phương  |  |     |
| TV               | 16 | Huỳnh Quang Thanh   |  |     |
| TV               | 14 | Lê Tấn Tài          |  | 3'  |
| TV               | 22 | Phan Văn Tài Em (c) |  |     |
| TĐ               | 17 | Nguyễn Vũ Phong     |  |     |
| TĐ               | 21 | Nguyễn Việt Thắng   |  | 66' |
| TĐ               | 9  | Lê Công Vinh        |  |     |
| Dự bị:           |    |                     |  |     |
| TM               | 20 | Trần Đức Cường      |  |     |
| HV               | 3  | Nguyễn Minh Đức     |  |     |
| TV               | 10 | Trần Trường Giang   |  |     |
| TV               | 12 | Nguyễn Minh Phương  |  |     |
| TV               | 19 | Phạm Thành Lương    |  |     |
| TĐ               | 13 | Nguyễn Quang Hải    |  | 66' |
| TĐ               | 8  | Thạch Bảo Khanh     |  |     |
| TĐ               | 18 | Phan Thanh Bình     |  |     |
| Huấn luyện viên: |    |                     |  |     |
| Henrique Calisto |    |                     |  |     |

| Cầu thủ xuất sắc nhất trận đấu: Nguyễn Vũ Phong (Việt Nam) |

### Lượt về
| Việt Nam           | 1–1    | Thái Lan            |
| ------------------ | ------ | ------------------- |
| Lê Công Vinh 90+4' | Report | Teerasil Dangda 21' |

| Việt Nam | Thái Lan |

| TM               | 1  | Dương Hồng Sơn      |  |     |
| HV               | 4  | Lê Phước Tứ         |  |     |
| HV               | 7  | Vũ Như Thành        |  |     |
| HV               | 2  | Đoàn Việt Cường     |  | 90' |
| HV               | 5  | Nguyễn Minh Phương  |  | 60' |
| TV               | 16 | Huỳnh Quang Thanh   |  |     |
| TV               | 14 | Lê Tấn Tài          |  |     |
| TV               | 22 | Phan Văn Tài Em (c) |  | 8'  |
| TĐ               | 17 | Nguyễn Vũ Phong     |  |     |
| TĐ               | 21 | Nguyễn Việt Thắng   |  |     |
| TĐ               | 9  | Lê Công Vinh        |  |     |
| Dự bị:           |    |                     |  |     |
| TM               | 20 | Trần Đức Cường      |  |     |
| HV               | 3  | Nguyễn Minh Đức     |  |     |
| HV               | 11 | Lê Quang Cường      |  | 90' |
| TV               | 10 | Trần Trường Giang   |  |     |
| TV               | 12 | Nguyễn Minh Phương  |  | 60' |
| TV               | 19 | Phạm Thành Lương    |  |     |
| TĐ               | 13 | Nguyễn Quang Hải    |  |     |
| TĐ               | 8  | Thạch Bảo Khanh     |  |     |
| TĐ               | 18 | Phan Thanh Bình     |  |     |
| Huấn luyện viên: |    |                     |  |     |
| Henrique Calisto |    |                     |  |     |

| TM               | 18 | Sinthaweechai Hathairattanakool |  |     |
| HV               | 2  | Suree Sukha                     |  |     |
| HV               | 4  | Chonlatit Jantakam              |  |     |
| HV               | 6  | Nattaporn Phanrit               |  |     |
| HV               | 12 | Natthaphong Samana              |  |     |
| TV               | 15 | Surat Sukha                     |  | 58' |
| TV               | 7  | Datsakorn Thonglao (c)          |  |     |
| TV               | 17 | Sutee Suksomkit                 |  |     |
| TV               | 8  | Suchao Nuchnum                  |  |     |
| TĐ               | 14 | Teeratep Winothai               |  | 68' |
| TĐ               | 10 | Teerasil Dangda                 |  |     |
| Dự bị:           |    |                                 |  |     |
| TM               | 1  | Kittisak Rawangpa               |  |     |
| HV               | 3  | Patiparn Phetphun               |  |     |
| HV               | 5  | Niweat Siriwong                 |  |     |
| HV               | 22 | Salahudin Arware                |  |     |
| TV               | 19 | Pichitphong Choeichiu           |  |     |
| TV               | 16 | Arthit Sunthornpit              |  |     |
| TV               | 21 | Rangsan Viwatchaichok           |  |     |
| TĐ               | 13 | Anon Sangsanoi                  |  |     |
| TĐ               | 9  | Ronnachai Rangsiyo              |  | 68' |
| Huấn luyện viên: |    |                                 |  |     |
| Peter Reid       |    |                                 |  |     |

| Cầu thủ xuất sắc nhất trận đấu: Nguyễn Minh Phương (Việt Nam) |

Việt Nam thắng với tổng tỷ số 3–2.

## Sau trận đấu

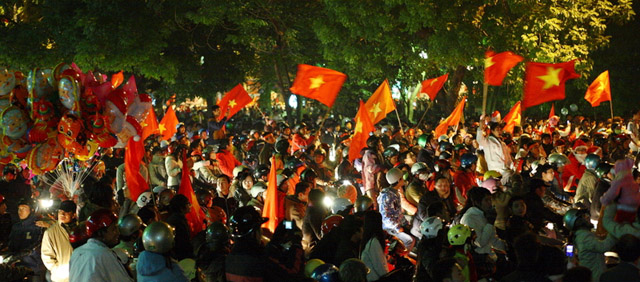
Một cuộc đi "bão" của người dân Thủ đô Hà Nội sau khi trận đấu lượt về kết thúc.

Sau khi hòa 1–1 ở lượt về trên sân Mỹ Đình, với tổng tỷ số 3–2, tuyển Việt Nam lần đầu tiên trong lịch sử chính thức giành chức vô địch AFF Cup 2008. Đây là một thành tựu bước ngoặt, đánh dấu sự khẳng định vị thế mạnh mẽ của bóng đá Việt Nam trong khu vực Đông Nam Á.
Điểm nhấn cảm xúc nhất của trận chung kết lượt về là khoảnh khắc ở những phút bù giờ của hiệp thi đấu thứ hai, khi Lê Công Vinh bật cao đánh đầu ngược từ quả đá phạt góc do Minh Phương treo bóng, đưa bóng vào lưới, gỡ hòa 1–1 cho Việt Nam. Cú đánh đầu này không chỉ giúp cho Việt Nam giành chiến thắng với tổng tỷ số 3–2, mà còn làm sân vận động Mỹ Đình vỡ òa trong niềm vui sướng, khi hàng triệu cổ động viên nước nhà reo hò và nhảy múa ăn mừng. Bàn thắng phút cuối ấy được truyền thông đặt cho các tên gọi như “bàn thắng vàng” và chính thức gắn liền với tên tuổi của Công Vinh. Không chỉ đóng góp bàn thắng quyết định, Công Vinh cũng đã ghi bàn ở lượt đi, giúp Việt Nam thắng 2–1 trên sân Thái Lan và tạo đà tâm lý quan trọng trước trận lượt về.
Sau khi trận đấu kết thúc, Thủ tướng Chính phủ Nguyễn Tấn Dũng đã trực tiếp trao chiếc cúp vô địch cho đội trưởng Phan Văn Tài Em (đại diện cho tuyển Việt Nam nhận chiếc cúp), đánh dấu lần đầu tiên Việt Nam đăng quang AFF Cup. Trong lễ trao giải, thủ môn Dương Hồng Sơn được vinh danh là Cầu thủ xuất sắc nhất (MVP) của giải đấu. Anh là người giữ sạch lưới ở nhiều trận then chốt, đặc biệt là đánh bại Singapore ở bán kết và góp phần quan trọng trong chiến thắng chung cuộc.
– Trích "Phút 89" (tự truyện), Lê Công Vinh, xuất bản năm 2018.
Chiến thắng lịch sử đã khiến hàng triệu người dân Việt Nam xuống đường ăn mừng khắp các tỉnh thành. Ở Hà Nội, các tuyến đường trung tâm như Tràng Tiền, Nguyễn Chí Thanh, Đống Đa… ngập tràn xe cộ, cờ đỏ sao vàng, còi xe vang vọng, kéo dài đến tận rạng sáng hôm sau. Tại Thành phố Hồ Chí Minh, các khu vực trung tâm như Quận 1, Quận 3, Tân Bình cũng diễn ra các màn ăn mừng tưng bừng. Không chỉ có các đô thị lớn, mà ở Huế, Quảng Ngãi, Hội An, Nha Trang, người dân cùng nhau mang cờ ra đường, ăn mừng chiến thắng trong sự tràn ngập niềm vui. Tại Cần Thơ, đây là lần đầu tiên sau trận thắng Malaysia ở Giải vô địch bóng đá Đông Nam Á 2002 mà người dân địa phương xuống đường ăn mừng số đông đến như vậy. Còn Thành phố Rạch Giá (Kiên Giang) thực sự “vỡ òa” ở thời điểm Công Vinh ghi bàn. Người hâm mộ đổ ra đường, khiến nhiều tuyến phố ùn tắc kéo dài, và lực lượng chức năng phải vất vả để điều tiết và giữ trật tự.
Truyền thông Việt Nam nhanh chóng gọi đây là một “kỳ tích”, vì đây là lần đầu tiên Việt Nam đăng quang ở một giải đấu cấp khu vực. Báo chí đánh giá cú đánh đầu “phút chót” của Công Vinh như một biểu tượng của niềm hi vọng, quyết tâm và bản lĩnh Việt Nam. Và đến năm 2018, dưới sự dẫn dắt của HLV Park Hang-seo, Việt Nam có lần thứ hai vô địch Đông Nam Á, nhưng sau đó đội thất bại vào các năm 2020 và 2022. Đến ngày 5 tháng 1 năm 2025, đội tuyển có thêm lần thứ ba vô địch Đông Nam Á tại Giải vô địch bóng đá ASEAN 2024 với huấn luyện viên Kim Sang-sik, khẳng định sự phát triển ổn định của bóng đá Việt Nam trong thập kỷ tiếp theo.